# Маргарита Бурбон-Пармская
Принцесса Маргарита Бурбон-Пармская (итал. Margherita Maria Teresa Enrichetta, Principessa di Parma, 1 января 1847[…], Парма — 29 января 1893[…], Виареджо, Тоскана) — была старшим ребёнком и дочерью Карла III, герцога Пармского и принцессы Луизы Марии Терезы Французской, старшей дочери Шарля Фердинанда, герцога Беррийского и принцессы Марии Каролины Бубон-Сицилийской. Таким образом, Маргарита была правнучкой короля Франции Карла X.

## Брак и дети
Маргарита вышла замуж за Карлоса, герцога Мадридского, старшего сына Хуана, графа Монтисон и его жены Марии Беатрисы, эрцгерцогини Австрийской, 4 февраля 1867 года. У супругов было пятеро детей:
- Инфанта Бланка Испанская (1868—1949), вышла замуж (1889) за эрцгерцога Леопольда Сальватора Австрийского и имела 10 детей.
- Хайме, герцог Мадридский (1870—1931)
- Инфанта Эльвира Испанская (1871—1929)
- Инфанта Беатриса Испанская (1874—1961)
- Инфанта Алисия Испанская (1876—1975) вышла замуж (1897) за Фридриха, Принца фон Вальденбург-Шенбург, разведены в 1903 году.

Маргарита умерла 29 января 1893 года. В следующем году Карлос женился на принцессе Берте де Роган.

## Титулы
- 1 января 1847 — 4 февраля 1867: Её Королевское Высочество Принцесса Маргарита Бурбон-Пармская
- 4 февраля 1867 — 29 января 1893: Её Королевское Высочество Герцогиня Мадридская и Принцесса Бурбон-Пармская